# The Next Day
| Совокупная оценка   | Совокупная оценка |
| Источник            | Оценка            |
| ------------------- | ----------------- |
| Metacritic          | 81/100            |
| Оценки критиков     |                   |
| Источник            | Оценка            |
| AllMusic            | [ 2 ]             |
| The Daily Telegraph | [ 3 ]             |
| The Guardian        | [ 4 ]             |
| The Independent     | [ 5 ]             |
| Mojo                | [ 6 ]             |
| NME                 | 8/10              |
| Q                   | [ 8 ]             |
| Rolling Stone       | [ 9 ]             |
| Spin                | 5/10              |
| The Times           | [ 11 ]            |

The Next Day — двадцать пятый студийный альбом британского музыканта Дэвида Боуи, изданный 8 марта 2013 года на собственном лейбле музыканта, Iso Records, под эксклюзивной лицензией Columbia Records. Он был анонсирован 8 января 2013 года на 66-ю годовщину певца. Одновременно с анонсом диска на веб-сайте Боуи появилось дебютное видео с нового альбома на песню «Where Are We Now?». Сама композиция в качестве сингла была выставлена на продажу в магазине iTunes Store, а альбом стал доступен для предварительного заказа.
Альбом стал первым новым релизом Боуи за десятилетие, после выпуска в 2003 году альбома Reality. 26 февраля был опубликован и стал доступен для электронного скачивания второй сингл, композиция «The Stars (Are Out Tonight)». Музыкальное видео в формате короткометражного фильма было опубликовано на сайте Боуи днём ранее. Удивив фанатов великолепными новостями в день своего рождения, Боуи снова приятно поразил их, выложив новый альбом для свободного потокового прослушивания в iTunes Store за несколько дней до официального релиза.
Восьмого марта альбом занял первое место в чартах в одиннадцати из двенадцати стран, где он был выпущен, и вошёл в топ во всех этих странах. Девятого марта deluxe-версия The Next Day заняла первое место в чартах альбомов iTunes в двадцать одной стране по всему миру.

## Запись
В конце 2010 года Дэвид Боуи связался с Тони Висконти и пригласил его записать несколько демозаписей. Запись проходила в студии в Ист-Виллидж в Нью-Йорке в течение пяти дней. Дэвид Боуи появился примерно с восемью оформленными композициями. Записью демо занимались Дэвид Боуи (клавишные), Тони Висконти (гитара), Джерри Леонард (гитара) и Стерлинг Кэмпбелл (ударные). Далее Дэвид Боуи создал лирику и мелодии для уже существующих композиций и написал несколько новых. В апреле 2011 работа над композициями возобновилась и продолжалась в течение двух недель в студии звукозаписи в деловом центре Нью-Йорка. Музыканты возвращались к студийной работе с периодичностью раз в два месяца. Длина самих сессий звукозаписи составляла две недели. В общей сложности в студии группа работала над альбомом около трёх с половиной месяцев. Во время сопровождавших студийную запись пауз Тони Висконти гулял по улицам Нью-Йорка, слушая музыку альбома The Next Day через наушники. «Я прогуливался по Нью-Йорку в наушниках, глядя на всех тех людей, что были вокруг в футболках с Боуи — они здесь многочисленны — думая: 'Если бы вы только знали, что я сейчас слушаю'». Канадская группа Metric почти раскрыла факт существования тайных сессий звукозаписи, когда они неожиданно приехали в студию Magic Shop в 2011 году. Стив Элсон, саксофонист Боуи, сказал тогда, что его искушали рассказать обо всём.
4 ноября 2013 года альбом был переиздан под названием The Next Day Extra. Новое издание включает три диска. Трек-лист первого диска будет полностью соответствовать оригинальной пластинке, включающей 14 песен. На втором диске будут содержаться 10 композиций, четыре из которых ранее не издавались. Остальные треки со второго диска — это ремиксы и песни, входившие в коллекционное и японское издания The Next Day. На третьем диске будут содержаться видеоклипы, снятые на четыре песни из «The Next Day»: «Where Are We Now?», «The Stars (Are Out Tonight)», «The Next Day» и «Valentine’s Day». К дискам будет прилагаться буклет с текстами песен и альбом с кадрами из клипов.

## Графический дизайн
Обложка альбома представляет собой адаптированную версию обложки альбома Heroes 1977 года, основанной на портрете Дэвида Боуи, выполненном Масаёси Сукита. Обложка The Next Day была создана Джонатаном Барнбруком, который так же разработал дизайн альбомов Heathen и Reality. Идея заключалась в том, чтобы сделать дизайн выделяющимся и отличающимся при помощи отсутствия графики и текста. Сокрытие фрагмента обложки белым квадратом символизирует сущность популярной и рок музыки, которую составляет квинтэссенция настоящего, предающая забвению прошлое. Одновременно это графическое действие символизирует неотвратимое движение человека в следующий день. Снимок на обложке Heathen усугубляет созерцательный характер альбома. Перечёркивание названия старого альбома отвечает отчуждённости, свойственной атмосфере нового. Сама упаковка монохромна и лишена графики и текста настолько, насколько это возможно. В качестве иллюстрации упаковки использован портрет Боуи, выполненный Джимми Кингом. Внутри располагается яркий психоделически оформленный постер. На нём в механистичной манере, которая символизирует концепцию того, что все мы непрерывно движемся в The Next Day, приведены тексты песен. Заголовок обложки выполнен специально разработанным Барнбруком новым шрифтом Doctrine. 15 февраля 2013 года была запущена основанная на концепции альбома вирусная маркетинговая кампания, в процессе которой обычные изображения закрывались белым квадратом, либо белым квадратом с названием альбома. В результате кампании белый квадрат стал простым мемом, символизирующим альбом.

## Коммерческий успех
Продажи The Next Day в течение первой недели в Великобритании составили 94 048 копий. Альбом вошёл в UK Albums Chart и по итогам первой недели продаж занял первую позицию в нём. Это девятый альбом Боуи, вошедший в британский чарт под первым номером и первый за двадцать лет с момента релиза Black Tie White Noise в 1993. В Германии альбом так же по итогам первой недели продаж занял первую позицию в чарте. Это первый альбом Боуи, занявший столь высокую позицию в Германии. Let’s Dance в 1983 году достиг второй позиции в германском чарте.
В США The Next Day дебютировал на второй строке чарта Billboard 200, уступив новой пластинке группы Bon Jovi. За первую неделю продаж он разошёлся тиражом в 85 тысяч экземпляров. Это самый высокий показатель за всю карьеру Боуи. Предыдущий рекорд исполнитель поставил в 2002 году, когда его диск Heathen за первые семь дней разошёлся тиражом в 55 тысяч копий.

## Список композиций
| №   | Название                           | Длительность |
| --- | ---------------------------------- | ------------ |
| 1.  | «The Next Day»                     | 3:51         |
| 2.  | «Dirty Boys»                       | 2:58         |
| 3.  | «The Stars (Are Out Tonight)»      | 3:56         |
| 4.  | «Love Is Lost»                     | 3:57         |
| 5.  | «Where Are We Now?»                | 4:08         |
| 6.  | «Valentine's Day»                  | 3:01         |
| 7.  | «If You Can See Me»                | 3:15         |
| 8.  | «I'd Rather Be High»               | 3:53         |
| 9.  | «Boss of Me»                       | 4:09         |
| 10. | «Dancing Out in Space»             | 3:24         |
| 11. | «How Does the Grass Grow?»         | 4:33         |
| 12. | «(You Will) Set the World On Fire» | 3:30         |
| 13. | «You Feel So Lonely You Could Die» | 4:41         |
| 14. | «Heat»                             | 4:25         |

Японское издание
| №   | Название             | Длительность |
| --- | -------------------- | ------------ |
| 15. | «God Bless the Girl» | 4:11         |

Deluxe-версия
| №                   | Название                                        | Длительность |
| ------------------- | ----------------------------------------------- | ------------ |
| 16.                 | «So She»                                        | 2:31         |
| 17.                 | «I'll Take You There»                           | 2:44         |
| 18.                 | «Plan»                                          | 2:34         |
| 19.                 | «God Bless the Girl» (только в японской версии) | 4:11         |
| Общая длительность: | Общая длительность:                             | 61:30        |

## Участники записи
Информация об участниках взята из буклета немецкого deluxe издания альбома The Next Day.
- Дэвид Боуи: автор замысла, композитор, продюсер (все композиции), вокал (1–15, 17), бэк-вокал, клавишные (4, 5, 7, 10, 11, 15–17), гитара (1, 16), акустическая гитара (3, 13–15, 17), электронная гитара, аранжировки струнных (1, 3, 15), перкуссия (16)
- Тони Левин: бас-гитара (2, 5, 7–9)
- Джерри Леонард: гитара (1–5, 7–15, 17), клавишные (15), вокальные партии, композитор
- Эрл Слик: гитара (2, 6, 12), тяжёлая гитара
- Дэвид Торн: эмбиент-гитара (1, 3, 7, 10, 11, 13–15, 17)
- Гейл Энн Дорси: бас-гитара (1, 3, 4, 10, 11, 13, 14, 17), бэк-вокал (3, 7, 9, 11–13, 17)
- Закари Элфорд: ударные (1–5, 7–11, 13–17), перкуссия (7)
- Стерлинг Кэмпбелл: ударные (6, 12), тамбурин (12)
- Стив Элсон: баритоновый саксофон (2, 3, 9), контрабас-кларнет (3)
- Тони Висконти: бас-гитара (6, 12, 15), гитара (2, 13, 15, 17), инжиниринг, микширование, продюсер (все композиции), блок–флейта (3, 9), струнные (5), аранжировки струнных (1, 3, 13–15)
- Генри Хей: фортепиано (5, 13)
- Дженис Пандарвис: фоновые вокальные партии (3, 9, 12, 13, 17)
- Аня Вуд: струнные (1, 3, 13–15)
- Максим Мостон: струнные (1, 3, 13–15)
- Энтони Силверман: струнные (1, 3, 13–15)
- Хироко Тагути: струнные (1, 3, 13–15)
- Джерри Лордан: композитор (9, 16)
- Марио МакНалти: инженер
- Кабир Эрмон: ассистент инженера
- Брайан Торн: ассистент инженера
- Дейв МакНейр: мастеринг
- Джимми Кинг: портретная фотография (портрет, расположенный внутри упаковки)
- Сукита: портретная фотография (портрет на обложке альбома Heroes)
- Барнбрук: дизайн обложки и упаковки[18][34]

## Чарты
| Чарт (2013)                     | Высшая позиция |
| ------------------------------- | -------------- |
| Argentine Albums Chart          | 1              |
| Australian Albums Chart         | 2              |
| Austrian Albums Chart           | 2              |
| Belgian Albums Chart (Flanders) | 1              |
| Belgian Albums Chart (Wallonia) | 1              |
| Canadian Albums Chart           | 2              |
| Croatian Albums Chart           | 1              |
| Czech Albums Chart              | 1              |
| Danish Albums Chart             | 1              |
| Dutch Albums Chart              | 1              |
| Estonian Albums Chart           | 2              |
| Finland Albums Chart            | 1              |
| French Albums Chart             | 2              |
| German Albums Chart             | 1              |
| Greek Albums Chart              | 7              |
| Hungarian Albums Chart          | 6              |
| Irish Albums Chart              | 1              |
| Italian Albums Chart            | 2              |
| Japanese Albums Chart           | 5              |
| Mexican Albums Chart            | 13             |
| New Zealand Albums Chart        | 1              |
| Norwegian Albums Chart          | 1              |
| Polish Albums Chart             | 1              |
| Portuguese Albums Chart         | 1              |
| Scottish Album Chart            | 1              |
| Slovenian Albums Chart          | 1              |
| Spanish Albums Chart            | 2              |
| South Korean Albums Chart       | 55             |
| Swedish Albums Chart            | 1              |
| Swiss Albums Chart              | 1              |
| UK Albums Chart                 | 1              |
| Billboard 200                   | 2              |
| US Alternative Albums           | 1              |
| US Rock Albums                  | 2              |

| Чарт (2013)                              | Позиция |
| ---------------------------------------- | ------- |
| Argentinian Albums Chart                 | 52      |
| Australian Albums (ARIA)                 | 100     |
| Austrian Albums (Ö3 Austria)             | 41      |
| Belgian Albums (Ultratop Flanders)       | 10      |
| Belgian Albums Chart (Ultratop Wallonia) | 15      |
| Danish Albums (Hitlisten)                | 22      |
| Dutch Albums (Album Top 100)             | 18      |
| Finnish Albums (Suomen virallinen lista) | 3       |
| French Albums (SNEP)                     | 29      |
| German Albums (Offizielle Top 100)       | 53      |
| Hungarian Albums (MAHASZ)                | 75      |
| Italian Albums (FIMI)                    | 38      |
| New Zealand Albums (RMNZ)                | 46      |
| Spanish Albums (PROMUSICAE)              | 33      |
| Swedish Albums (Sverigetopplistan)       | 17      |
| Swiss Albums (Schweizer Hitparade)       | 39      |
| UK Albums (OCC)                          | 26      |
| US Billboard 200                         | 162     |
| US Top Alternative Albums (Billboard)    | 28      |
| US Top Rock Albums (Billboard)           | 42      |

## Сертификации
| Регион | Сертификация | Продажи  |
| --- | ------------ | -------- |
| Австралия (ARIA) | Золотой      | 35 000^  |
| Австрия (IFPI Austria) | Золотой      | 7500*    |
| Канада (Music Canada) | Золотой      | 40 000^  |
| Финляндия (Musiikkituottajat) | Золотой      | 10,951   |
| Франция (SNEP) | Платиновый   | 100 000* |
| Германия (BVMI) | Золотой      | 100 000^ |
| Ирландия (IRMA) | Золотой      | 7500^    |
| Италия (FIMI) | Золотой      | 30 000*  |
| Нидерланды (NVPI) | Платиновый   | 50 000   |
| Новая Зеландия (RMNZ) | Золотой      | 7500^    |
| Польша (ZPAV) | Золотой      | 10 000*  |
| Швеция (GLF) | Золотой      | 20 000   |
| Швейцария (IFPI Switzerland) | Золотой      | 10 000^  |
| Великобритания (BPI) | Платиновый   | 300 000  |
| * Данные о продажах приведены только на основе сертификации. · ^ Данные о тиражах приведены только на основе сертификации. · Данные о продажах + прослушиваниях приведены только на основе сертификации. |              |          |